# Octavian Lazăr Cosma
Octavian Lazăr Cosma (n. 15 februarie 1933, Treznea, Sălaj, România) este un muzicolog român.

## Familia Cosma
Părinții săi, învățătorii Aurelia și Lazăr Cosma (directorul Școlii din localitate), au fost asasinați în masacrul de la Treznea din septembrie 1940, comis de trupele horthyste după cedarea Ardealului de Nord.
A fost căsătorit cu pianista Elena Cosma. Cei doi sunt părinții muzicologului Mihai Cosma.

## Studii
A studiat la Școala Normală din Blaj, apoi la Conservatorul „Gheorghe Dima” din Cluj și la Conservatorul „N.A. Rimski-Korsakov” din Leningrad, la clasa de muzicologie a prof. Mihail S. Druskin. A obținut titlul de Doctor în muzicologie în 1972, la Conservatorul de Muzică „Gheorghe Dima” din Cluj, teza având ca subiect opera Oedipe de George Enescu.

## Activitate

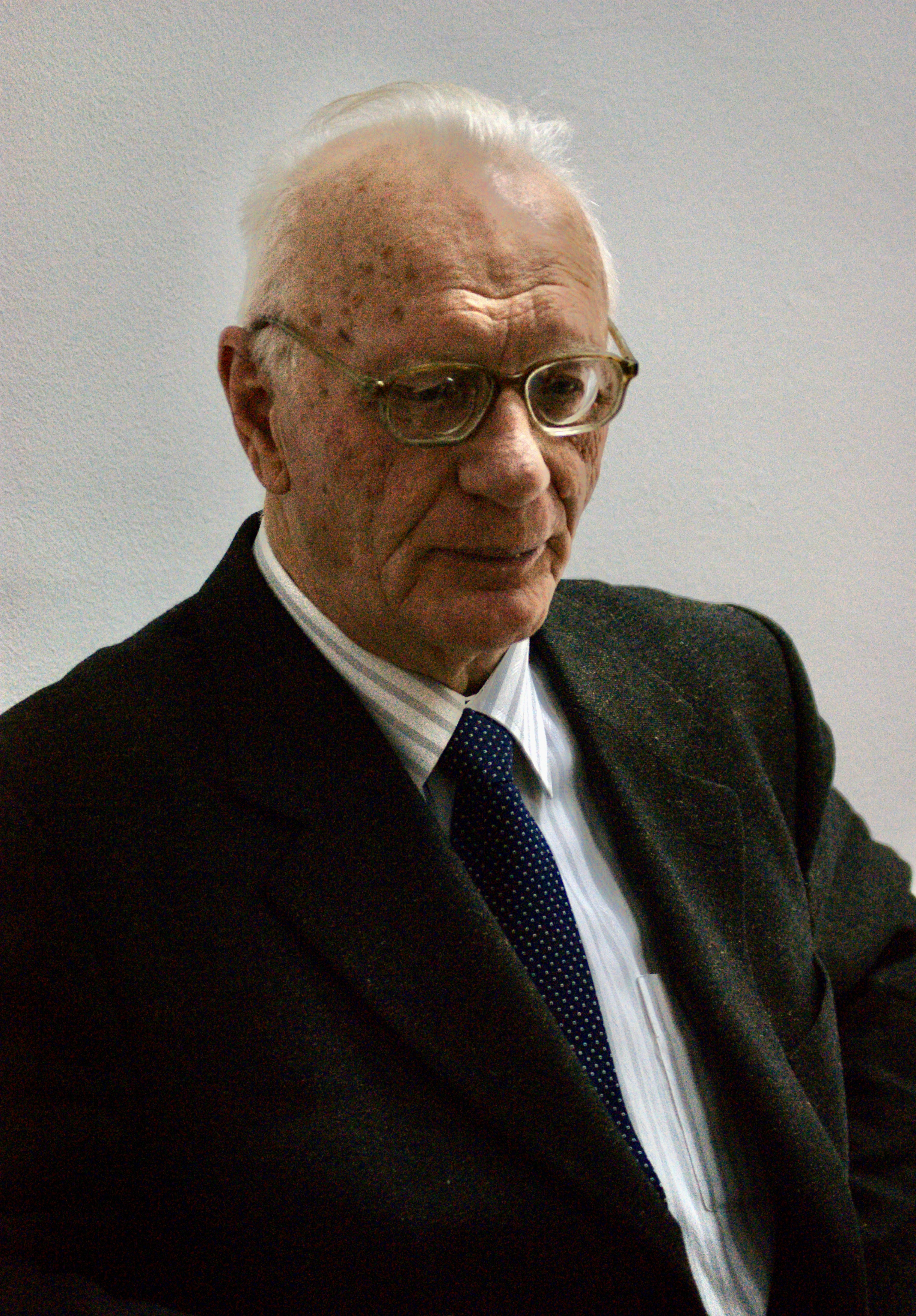

Octavian Lazăr Cosma și-a început cariera din postura de redactor de creație în Ministerul Învățământului și Culturii (1959). În același an a devenit profesor la Conservator (Universitatea Națională de Muzică din București), unde a predat mai mult de jumătate de secol (record în cadrul instituției) ca îndrumător de doctorat, profesor de Muzicologie, profesor de Istoria muzicii românești (primele sale experiențe didactice fiind la disciplina Estetică). Este acad., prof.univ. dr., dr.h.c.mult..
Muzicieni care ulterior au devenit personalități impotante au fost instruiți, formați, pregătiți, de-a lungul timpului, la clasa de muzicologie a profesorului Octavian Lazăr Cosma. Printre ei: Carmen Stoianov, Hrisanta Marin, Roxana Susanu, Gabriel Tomescu, Mihaela Silvia Roșca, Liana (Herman) Maidanek, Veronica Sbarcea, Ileana Ursu, Dana Camil, Anca Andriescu, Liliana Dumitru, Sorina Goia, Anca Romeci, Monica Cengher, Mirela Stoenescu, Mihai Cosma, Mihaela (Nubert) Chețan, Alina Velea, Irinel Anghel, Loredana Baltazar, Nicolae Gheorghiță, Camelia Anca Sârbu, Irina Nițu, Octavia Galescu etc. .
A fost șeful Catedrei de Muzicologie (ulterior Catedra de Muzicologie, pian complementar, limbi străine, științe socio-pedagogice) a Universității Naționale de Muzică din București (1977-1985). A fost primul îndrumător de doctorat din București în domeniul muzică. 
Printre doctoranzii al căror îndrumător a fost se numără muzicieni celebri (interpreți, profesori și cercetători - alții decât cei din lista de studenți de mai sus): Marin Cazacu, Gabriel Croitoru, Ion Ivan Roncea, Eleonora Enăchescu, Adrian Iorgulescu, Dan Buciu, Liviu Dănceanu, Viorel Munteanu, Petre Lefterescu, Vasile Iliuț, Șerban-Dimitrie Soreanu, Gheorghe Oprea, Steluța Radu, Alexandru Leahu, Veturia Dimoftache, Lucian Vlădescu, Dumitru Goia, Franz Metz, Sebastian Barbu Bucur, Cristina Rădulescu-Pașcu, Teodor Țuțuianu, Nicolae Gâscă etc. etc.. A făcut parte din zeci de comisii de doctorat, în București dar și la celelalte Conservatoare din țară, de multe ori fiind Președinte, așa cum a fost de pildă la acordarea titlurilor de doctor pentru personalități de talia lui Dan Dediu, Dinu Ciocan, Ionel Voineag, Laura Manolache, Liana Alexandra, Diana Vodă-Nuțeanu, Irinel Anghel, Cristian Brâncuși etc. etc. 
A fost Șeful Biroului Secției de Critică muzicală și Muzicologie al Uniunii Compozitorilor și Muzicologilor din România (1963-1990), Secretar al Uniunii (1990-1993), apoi vicepreședinte (trei mandate: 1993-2005) și ulterior Președinte desemnat (2005-2006) și Președinte ales (2006-2010). A fost Președintele Alianței Naționale a Uniunilor de Creatori din România, respectiv membru în Comitetul director. A fost redactor șef al revistei „Muzica” (1990-2010). A fost membru în Consiliului Național al Titlurilor și Diplomelor Universitare (Comisia de atestare a personalului științific și științifico-didactic a Ministerului Educației și Cercetării). A fost membru sau președinte a nenumărate jurii de concursuri de interpretare, de creație sau de ocupare a unor posturi de conducere în rețeaua Ministerului Culturii. A fost membru în Consiliul director al Institutului Cultural Român și în Comitetul Executiv al Uniunii Compozitorilor și Muzicologilor din România. O bună perioadă de timp a fost Consilier al Președintelui-Director general al Societății Române de Radio și Consilier la Formațiile Muzicale ale Societății Române de Radio.
Este inițiatorul Simpozionului Internațional de Muzicologie din cadrul Festivalului Internațional ”George Enescu” și al multor altor simpozioane, cenacluri, sesiuni de comunicări științifice universitare. A publicat sute de studii și articole în ziare și reviste din România și din multe țări ale lumii, printre care S.U.A., fosta U.R.S.S., Bulgaria, Ungaria, Germania etc.. A apărut în sute de emisiuni radio și tv., la posturile naționale din România și din alte țări. A participat la numeroase congrese, simpozioane, conferințe, mese rotunde, consfătuiri, schimburi de experiență ș.a. în România, Statele Unite ale Americii, fosta U.R.S.S., Franța, Germania, Elveția, Italia, Ungaria, Polonia, Cehia, Grecia, Danemarca, Irak, Belgia, Olanda, fosta Iugoslavie, Austria, Danemarca, Regatul Unit, Suedia, Norvegia, Japonia etc. Este autorul a peste 80 de articole despre muzica și muzicienii români aflate în cel mai important dicționar de specialitate din lume, The New Grove Dictionary of Music and Musicians. Este inițiatorul și coordonatorul seriei de volume "Studii de muzicologie" (I-XXII), publicate la Editura Muzicală până în 1993.
A fost director de grant (la competiția de finanțare de proiecte a C.N.C.S.I.S.) și a beneficiat de burse de documentare (cea mai importantă a fost cea oferită  de către Departamentul de Stat al S.U.A.).

## Recunoaștere

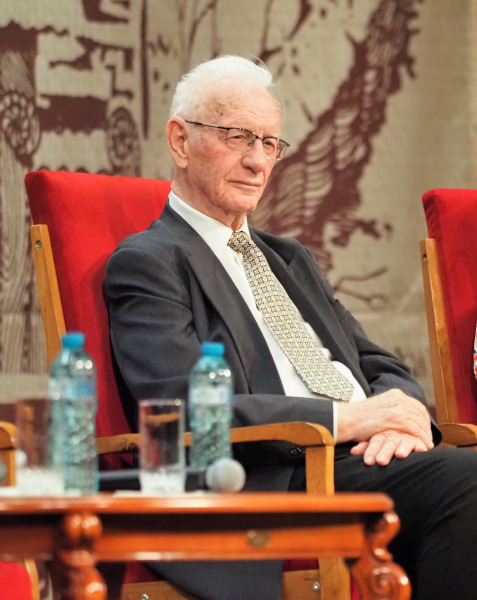

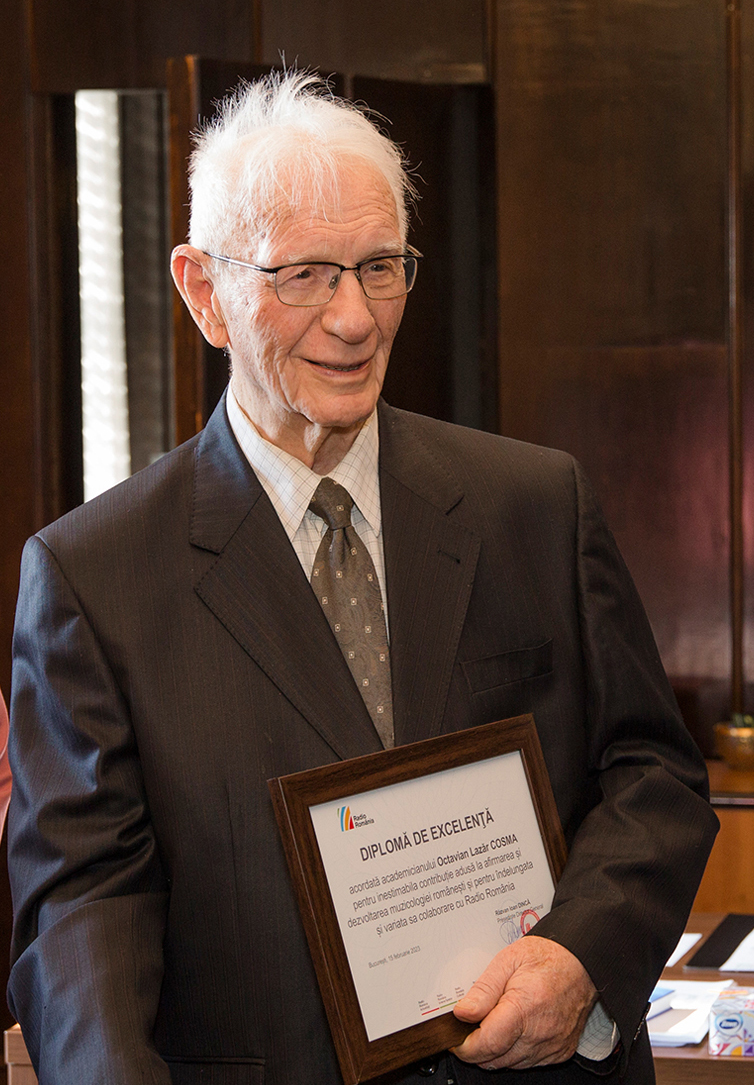

Octavian Lazăr Cosma este doctor honoris causa al Academiei de Muzică „Gheorghe Dima” din Cluj și al Universității de Arte „George Enescu” din Iași. Este membru al American Musicological Society. A primit numeroase premii și distincții, între care Premiul Academiei Române, Premiul ”Constantin Brâncuși” pentru Artă și Cultură la ediția a IX-a a Galei Premiilor Marii Loji Naționale din România (2019), 6 Premii ale Uniunii Compozitorilor și Muzicologilor din România, ulterior Marele Premiu (2013) și Premiul de Excelență (2021), Premiul Criticilor al Uniunii Criticilor, Realizatorilor și Redactorilor Muzicali (1993), 2 Premii ale revistei "Actualitatea muzicală" și decorații ale statului român, primite înainte și după 1989, prin decret prezidențial. Cea mai recentă decorație este Ordinul Meritul Cultural în grad de Comandor (2004). Este cetățean de onoare al municipiului Blaj și al comunei natale, Treznea. În 2023 a devenit prima personalitate care deține titlul de Cetățean de onoare al județului Sălaj. O multitudine de instituții i-au acordat Diplome și medalii, cea mai recentă fiind Diploma de Excelență a Radio România, oferită de Președintele-Director General Răzvan Ioan Dincă, pe 15 februarie 2023.
Din 2011 este membru corespondent al Academiei Române (singurul muzicolog din istoria Academiei care a obținut această recunoaștere), iar din 2016 este membru titular, academician. Alături de compozitorul Cornel Țăranu, a reprezentat, ani de zile, breasla muzicienilor în cadrul Academiei.

## Volume
Este singurul autor din lume care a scris monografiile tuturor instituțiilor de operă, de concerte, de înalte studii muzicale și de orientare a creației componistice și muzicologice din capitala unei țări, De asemenea, este primul român care a scris o istorie extinsă, pe multe mii de pagini, a creației muzicale și a vieții muzicale de pe teritoriul României de astăzi.
Cărți (33 de volume publicate):
- Opera românească (2 volume, 1962)
- Oedipul enescian (1967) (carte recompensată cu Premiul Academiei Române)
- Hronicul muzicii românești (9 volume, publicate între 1973-1991)
- Hronicul Operei Române din București (3 volume: 2003, 2017, 2017)
- Universul muzicii românești - Uniunea Compozitorilor și Muzicologilor din România (1920-1995) - două ediții diferite, în 1995 și în 2020.
- Simfonicele Radiodifuziunii Române: 1928-1998
- Filarmonica din București în reflectorul criticii muzicale: 1921-1945 (Volumele care tratează anii 1868-1920 sunt în manuscris)
- Universitatea Națională de Muzică din București la 140 de ani  (4 volume) (Istoria Conservatorului)
- National University of Music Bucharest: Historical Survey (2004)
- Universitatea Națională de Muzică din București: Privire istorică (2004)
- Opera Română din Cluj: 1919-1999 (2 vol.)
- Pagini din istoria muzicii românești (2 vol. - Partea I: Cristalizări, Partea II: Afirmări, 2018)
- Spinii din buchetul memoriilor (2 vol. - 2019, 2021)
- Centenarul Societății/Uniunii Compozitorilor Români (2021)